# Godenu
Gbi-Godenu é uma duta ("chieftaincy divisional") monarquia subnacional da área tradicional de Hohoe  reconhecido dentro da constituição do Gana e legislação que regulamenta a "Instituição de Chefia" na sociedade Ganense. Localiza-se na região do Rio Volta. 
O Togbe, monarca/governante tradicional, atual de Godenu é Togbe Osei III.  É apoiado por um conselho da coroa por ele mesmo designado. 
A área de Gbi-Godenu cobre 18 km quadrados com aproximadamente 13.000 habitantes em quatro lugares próximos de Hohoe. 

## Religião
O Censo Demográfico e Habitacional de 2010 indica que os cristãos são 89,1% da população, seguidos pelo islamismo 7,8%; Tradicionalistas 1,2% e outras religiões são menos de um por cento

## Rio "falante"
Uma atração turística e símbolo enigmático de Godenu é o chamado "Talking River" (Português: Rio que fala/conversa). Segundo a tradição o rio se comunica com os anciãos, o togbe (até mesmo os das vilas e cidades vizinhas) e outras pessoas de "espírito forte" e numa espécie de oráculo aponta caminhos a seguir, inclusive para o futuro da própria vila de Godenu.
Outro atrativo do rio são suas pequenas ilhotas, algumas com cobertura vegetal mais densa e outras feitas de pedras, que dão tom a paisagem.

## Ordens dinásticas
Como forma de angariar fundos e materiais para o desenvolvimento da Vila de Godenu (área urbanizada da "chieftancy") o Togbe estabeleceu um pequeno sistema honorífico, de inspiração europeia, para o principado (equivalente aproximado para o contexto ocidental).
O togbe reinante concede duas insígnias como reconhecimento aos fieis adeptos do reino, tornando os cavaleiros/Damas honorários(as):
A Ordem Real do Elefante de Godenu é premiada em três classes como um prêmio hereditário. 
A Ordem Real do Leão de Godenu é premiada em cinco classes. A Ordem pode ser concedida como um prêmio não hereditário e vitalício ou hereditário raramente e apenas no grau de Grão Cruz. 
A Ordem Real da Coroa de Godenu é premiada em três classe. É a mais alta ordem de mérito de Godenu. 

## Help Godenu
Help Godenu - "Help for Godenu" - é uma associação sem fins lucrativos dedicada à educação, saúde e coexistência pacífica das religiões do reino de Godenu. 
Ela é a responsável por captar boa parte dos fundos investidos na área de Gbi Godenu.